# New Warriors (serie de televisión)
Marvel's New Warriors, o simplemente New Warriors, es una sitcom de superhéroes creada por Kevin Biegel y basada en el equipo de superhéroes del mismo nombre de los cómics de Marvel. La serie está ubicada en el Universo cinematográfico de Marvel (UCM), compartiendo continuidad con las películas de la franquicia. La serie es producida por Marvel Television en asociación con ABC Studios junto a Biegel como showrunner de la serie.
La serie trata sobre un equipo de jóvenes con poderes que trabajan y viven juntos mientras se enfrentan al mundo de "los adultos". La serie fue ordenada oficialmente en 2016 en Freeform. La primera temporada de 10 episodios tenía previsto su estreno para 2018, pero a finales de año Disney anunció que no se emitiría en Freeform, sin aclarar cuando y donde se emitiría. En septiembre de 2019 se anunció que la producción de la serie se cancelaba al no encontrar un canal en el que emitirla.

## Elenco y personajes

### Principal
- Milana Vayntrub[4] como Doreen Green / Squirrel Girl: La protagonista y el "maravilloso corazón del show".[5] Bendecida con habilidades acrobáticas, una cola de ardilla y con la habilidad de comunicarse con las ardillas y otros roedores. Descrita como "una ponderación total de una fangirl" que le enseña a los demás en creer a sí mismos. La ardilla mascota y compañero de Doreen, Tipy Toe está confirmado para salir en la serie.[6][5]
- Derek Theler[4] como Craig Hollis / Mister Immortal: Un joven dotado de la capacidad de "nunca morir". El problemático y mujeriego del equipo.[7] Es un holgazán y también algo engreído y malhumorado[5] chico que no tiene prisa por aprender a pelear.[6] Sobre las motivaciones del personaje, Biegel comentó: "Craig está un poco más hastiado y diciendo cosas que no son tan atractivas y el mundo no es tan optimista como quisieras."[5]
- Jeremy Tardy[4] como Dwayne Taylor / Night Trasher: Una celebridad de YouTube que cree en "su propia versión de la justicia" y mantiene escondida su situación económica para mantener su imagen como callejero.[6] Respecto al rol que cumple en el equipo, Biegel comentó: "Dwayne es el emprendedor y el que está intentado entender el lado empresarial de esto. Pero al mismo tiempo de verdad le importa la justicia".[5]
- Calum Worthy[4] como Robbie Baldwin / Speedball: Un impulsivo e inmaduro complaciente que aspira desesperadamente ser un héroe pese a tener una habilidad caótica para lanzar bolas de energía kinetica.[6] Es también de entre todos los integrantes del equipo quien tiene las "intenciones más nobles" pero no puede entender cuál perseguir.[5]
- Matthew Moy[4] como Zack Smith / Microbe: Un hipocondríaco con la habilidad de hablar con los gérmenes, que le permite saber donde o con quien las personas han estado y comido. Un hombre de buen corazón acogido por el grupo quienes lo animan a mejorar su confianza.[6][7] "Zack esta literalmente buscando una conexión: oye tal vez pueda encontrar a alguien con quien pueda pasar el tiempo, que es parte de quien eres cuando tienes veinte."[5]
- Kate Comer[4] como Deborah Fields / Debrii: Una estafadora y telequinetica de bajo nivel. Una miembro del equipo abiertamente homosexual y orgullosa de serlo, que ha sufrido de pérdidas personales por experiencias siendo una heroína.[6] De acuerdo al creador de la serie, la inclusión del personaje contribuye en hacer del show identificable, diciendo: "No es sobre: oye me gusta este show porque quiero una cola de ardilla sino 'esta es la historia de alguien que es lesbiana y no es tan fácil'".[5]

### Recurrente
- Keith David como Ernest Vigman:[8] Un empleado municipal que tiene problemas con los energéticos y optimistas New Warriors.

## Producción

### Desarrollo
A mediados del 2016 una serie sitcom basada en los personajes de New Warriors fue anunciada como una potencial nueva serie para Marvel Television que presentaría al personaje de Squirrel Girl como la protagonista así como ser finalmente descartada de formar parte de la cadena de televisión ABC studios. Para abril de 2017 The Hollywood Reporter reveló que la cadena de televisión Freeform también productora de la serie Cloak & Dagger se encontraba cerca de cerrar un trato con el guionista Kevin Biegel para ser el showrunner de la serie. Sobre la decisión de hacer la serie en Freeform, el productor ejecutivo y presidente de Marvel Television Jeph Loeb comento: "Después de la asombrosa experiencia que tuvimos con Cloak & Dagger en Freeform no podemos pensar en un mejor lugar para nuestros jóvenes héroes". La serie será coproducida por Jeph Loeb y Jim Chory en conjunto con Kevin Biegel.
El 19 de abril de 2017 Entertainment Weekly reveló el equipo oficial protagonista de la serie junto a una imagen promocional de los personajes.

### Redacción
El primer borrador del libreto fue concebido algún tiempo antes de que el show terminara siendo escogido por Freeform, con la productora Karey Bucker notando que Beigel había sido seleccionado por sus previos trabajos en series cómicas como Enlisted, Cougartown y Scrubs; con Bucher comentando: "Él tiene un gran amor por estos personajes que habitan el show alrededor de Squirrel Girl. Él tiene un gran respeto por Squirrel Girl. Su más grande arma es su optimismo — y es un personaje del que se pueden burlar fácilmente — pero fue escrita tan adorablemente que estuvimos intrigados cuando fue seleccionado. Cuando el vino y lo escogió, entendió su importancia en el mundo y con suerte de la misma forma como heroína icónica". La redacción de la serie comenzó oficialmente el 10 de abril del 2017 con el productor Kevin Biegel confirmandolo por medio de sus redes sociales.

### Casting
El 19 de abril de 2017 el proceso de casting oficial para la serie comenzó con la revelación del resto de los integrantes del equipo y la descripción de sus personajes. El equipo se compone de Doreen Green (Squirrel Girl), Craig Hollis (Mister Immortal), Dwayne Taylor (Night Thrasher), Robbie Baldwin (Speedball), Zach Smith (Microbe), y Deborah Fields (Debrii). El 10 de julio The Hollywood Reporter anunció al elenco oficial de la serie con Milana Vayntrub, Derek Theler, Jeremy Tardy, Calum Worthy, Matthew Moy y Kate Comer en los respectivos papeles principales.

### Filmación
La filmación de la serie esta agendada para iniciar en 2017 con una mira de estrenar la serie en 2018. El 6 de junio del mismo año, Atlanta Filming reveló que la serie estaría filmando en la ciudad de Atlanta, Georgia.

### Conexiones al universo cinematográfico de Marvel
Hablando del potencial de la serie para hacer un crossover con otras series de Marvel como la otra serie producida por Freeform Cloak & Dagger, la productora Karey Burke comento: "Sí conocen estas dos propiedades, no están particularmente conectadas. Hay muchos grados de separación en donde encajan en el universo Marvel. Pero todo es posible con Marvel. Sus tonos son salvajemente diferentes. Cloak es este hermoso drama romántico lleno de angustia y Squirrel Girl es comedia pura". Bucker también reveló que a pesar de su tono diferente en comparación a otros shows de Marvel, reveló que la serie tiene potencial para desarrollar varias series spin off de manera parecida a como plataformas como Netflix lo han logrado con Los defensores. Loeb agregó que no había planes de hacer crossover con otras cadenas con series de temas parecidos como Marvel's Cloak & Dagger (producida por la misma cadena) y Marvel's Runaways en Hulu. Él agregó que Marvel quería que las series encontrasen su identidad antes de conectar otros elementos de su universo, diciendo "Verán cosas que se comentan mutuamente; tratamos de tocar la base siempre que podemos. Se esta consciente de eso y se busca una forma de ser capaces de discutir en una manera que tenga sentido."

## Lanzamiento
La serie estaba prevista para debutar en algún punto del año 2018 como parte de uno de los nuevos shows de la cadena de televisión Freeform. Finalmente, la serie fue cancelada al no ser aceptada por Freeform y no poder encontrar otra cadena que quisiera emitirla.